# Trương Quang Tuấn
Trương Quang Tuấn (1961 – 2005) là một nhạc sĩ Việt Nam. Ông được biết đến với các tác phẩm như "Thương nhau lý tơ hồng", "Nhớ mẹ lý mồ côi, "Thương em lý miệt vườn",... và nhiều tác phẩm khác đã được các ca sĩ trình bày thành công.

## Cuộc đời
Ông sinh năm 1961.
Năm 1993, ông học lớp bồi dưỡng sáng tác nhạc do Hội Âm nhạc Thành phố Hồ Chí Minh tổ chức tại Nhà Văn hóa Quận 3. Từ đó cho đến ngày mất, ông đã sáng tác được 200 ca khúc và nhiều ca khúc được nhiều người biết đến, trong đó có "Thương nhau lý tơ hồng" do đôi song ca Quang Linh và Cẩm Ly, ca sĩ Hà Phương trình bày,;"Nhớ mẹ lý mồ côi" do Phi Nhung trình diễn thành công. Được biết đây là bài ông viết cho cuộc đời nữ ca sĩ này.; "Thương em lý miệt vườn", "Mưa thơm phố Huế", Chuyện bà Tám,... Thậm chí, ca khúc "Thương nhau lý tơ hồng" của ông đã được một ca sĩ Singapore biểu diễn.
Mặc dù ông có nhiều tác phẩm, nhưng đa phần đều phải bán đứt cho các trung tâm hoặc nhạc sĩ khác.
Ông mất ngày 16 tháng 8 năm 2005 tại Thành phố Hồ Chí Minh, Việt Nam. Hiện nay, con trai ông là Trương Quang Hiếu đang nối nghiệp ba mình phụng sự cho nghệ thuật.

## Tác phẩm
Danh sách này không đầy đủ, bạn cũng có thể giúp mở rộng danh sách.
- Ầu ơ lý ru con
- Bẽ bàng bướm đậu mù u
- Chữ nợ chữ duyên
- Chuyện bà Tám
- Chuyện tình bên ao cá
- Duyên Bắc tình Nam (Thương nhau lý tơ hồng 3)
- Duyên tình lý ngựa ô (thơ Kim Tuấn)
- Hoài niệm trắng (thơ Nguyễn Hùng)
- Hương trầu
- Em đi vía Bà (thơ Huỳnh Thế Được)
- Làm dâu miệt vườn (Thương nhau lý tơ hồng 2)
- Lý Thầy Tư
- Nhớ em lý bông mai (thơ Kim Tuấn)
- Nhớ mẹ lý mồ côi
- Mưa thơm phố Huế
- Thương em lý miệt vườn 1, 2, 3
- Thương em lý nàng ơi
- Thương em Châu Đốc lý nàng ơi
- Thương nhau lý tơ hồng
- Trái tim mong manh
- Tự tình nón bài thơ (thơ Thanh Loan)
- Tự tình lý mình ên[a]
- Tự tình lý cây bông
- Về Huế chiều xuân
- Xa tím hạ mưa